# Бедонь-Весь
Бедонь-Весь (пол. Bedoń-Wieś) — село в Польщі, у гміні Андресполь Лодзький-Східного повіту Лодзинського воєводства.
Населення — 408 осіб (2011).

## Демографія
Демографічна структура станом на 31 березня 2011 року:
|          | Загалом | Допрацездатний вік | Працездатний вік | Постпрацездатний вік |
| -------- | ------- | ------------------ | ---------------- | -------------------- |
| Чоловіки | 187     | 42                 | 124              | 21                   |
| Жінки    | 221     | 51                 | 124              | 46                   |
| Разом    | 408     | 93                 | 248              | 67                   |